# British Atomic Scientists Association
La British Atomic Scientists Association (BASA), nota anche come Atomic Scientist Association (ASA), è stata la principale associazione degli scienziati e dei fisici nuclearisti britannici.
Fondata da Joseph Rotblat nel 1946, è un gruppo politicamente neutrale, composto da eminenti fisici e scienziati che si occupano di questioni di politica pubblica nazionale relativamente ai rischi e alle applicazioni civili e militari della fisica nucleare, quali  l'energia nucleare e le armi atomiche, svolgendo attività di formazione e informazione rivolta a un pubblico specialistico e generalista mediante la pubblicazione di articoli e di documenti ufficiali.
Ufficialmente, l'associazione fu sciolta nel 1959.

## Direttivo
Il vicepresidente (VP) era il direttore esecutivo, mentre la carica di presidente (abbreviata con la lettera P) corrispondeva a una posizione onoraria.

I presidenti o vicepresidenti dell'associazioni furono:
- Kathleen Lonsdale (VP, P 1967)
- Harrie Massey
- Nevill Mott
- Joseph Rotblat (VP 1946)
- Basil Schonland